# Cleistanthus inundatus
Cleistanthus inundatus är en emblikaväxtart som beskrevs av J.Leonard. Cleistanthus inundatus ingår i släktet Cleistanthus och familjen emblikaväxter. Inga underarter finns listade i Catalogue of Life.